# Filatura

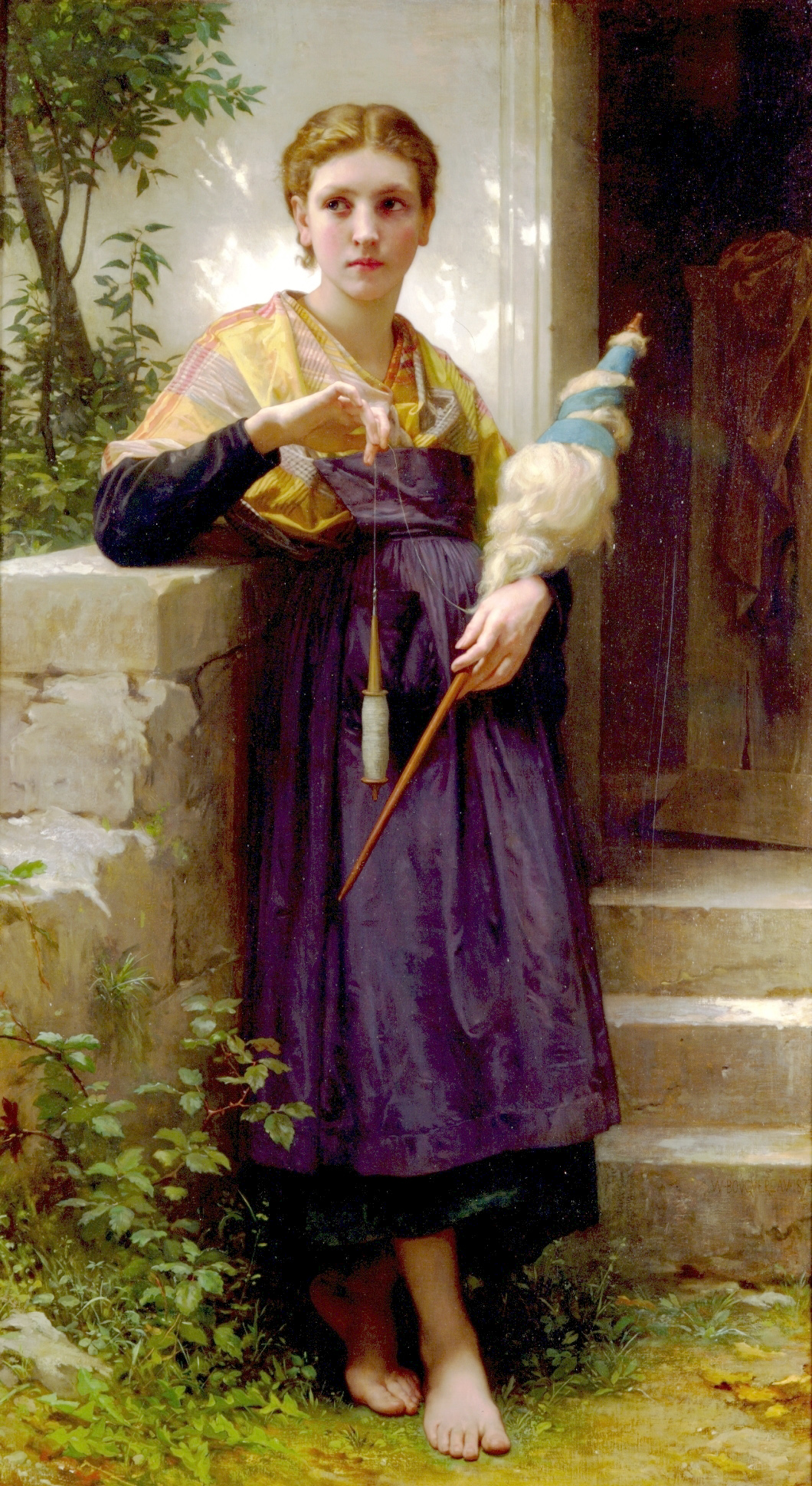
La filadora (La fileuse), quadre de William-Adolphe Bouguereau, de 1873

La filatura és un procés que té per objectiu obtenir fibres tèxtils. El propòsit de filatura és obtenir un producte homogeni final, amb resistència uniforme. Per transformar una massa de fibres en una operació de torsió de fil s'ha de fer una combinació de fibres tèxtils.
La filatura de les fibres naturals segueix els següents passos: 
- Netejar les fibres.
- Pentinar-les perquè quedin paral·leles.
- Estirar, torçar i cargolar les fibres amb una filadora o un fus.

Hi ha diversos tipus de filatura:
- La filatura del cotó o de fibres curtes, que tracta el cotó des de la matèria bruta fins al fil, ja sigui segons el cicle de cardat (fils gruixuts) o segons el de pentinat (fils fins i resistents).
- La filatura de la llana, o filatura de fibres llargues, pentinat o semi-pentinat, les matèries estan en forma de cintes, havent estat fetes les primeres operacions en els pentinatges.
- La filatura del lli que s'alimenta amb la filosa de lli espadat. El fil es fabrica en màquines filadores en sec (fils grossos) o en moll (fils fins).

## Història

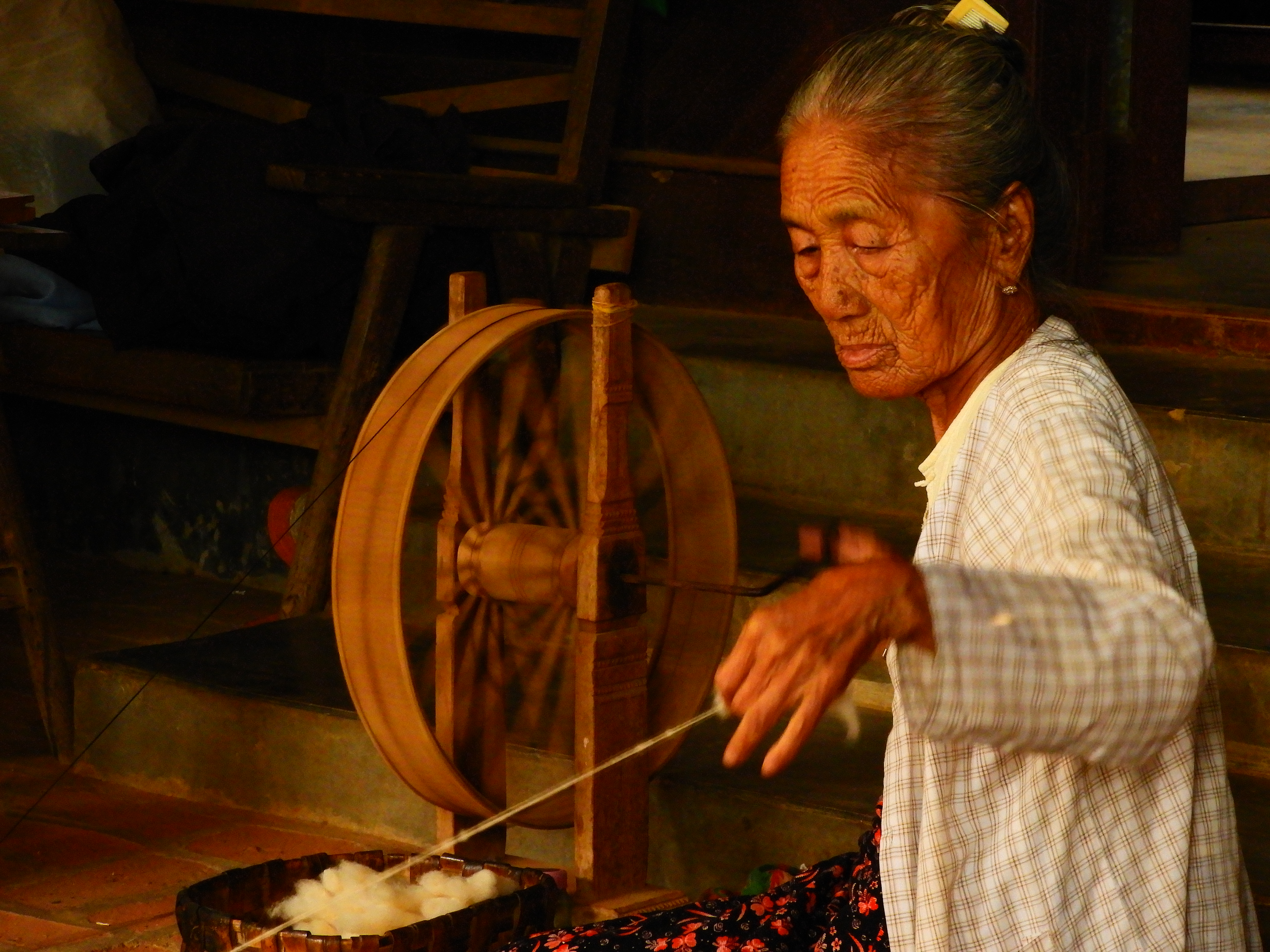
Filadora tradicional a casa de la seva família a Old Bagan, Myanmar (2019).

Al paleolític se sacrificaven animals per poder menjar i vestir-se. Al Neolític es va conèixer el teixit, que va permetre protegir-se del fred, calor i pluja.
A la prehistòria l'home s'abrigava amb les pells dels animals. L'home de Neandertal es vestia amb pells i els vestits els feia amb eines de pedra tallada, els cosia amb tendons i amb instruments primitius d'ossos allargats, que possiblement tenien un extrem en punta.
La Spinning Jenny fou una màquina de filar moguda amb força manual de 40 pues. Va ser inventada per l'anglès James Hargreaves el 1767. A 1790 a Catalunya en Ramon Farguell, també conegut com el Maixerí, va inspirar-se en la Jenny de Hargreaves per crear la filadora berguedana o maixerina que podria tenir fins a 120 fusos i que segons el MNACTEC, va ser clau en l'inici de la mecanització de la indústria tèxtil a Catalunya.
L'estructura i els materials dels vestits han anat en funció, sempre, dels mitjans tecnològics disponibles i de les característiques climàtiques, però també de les idees socials i religioses i del sentit de cada grup humà. Per això cada cultura ha tingut uns models de vestit característics.
La moda és el resultat d'aquestes tendències. França va marcar la moda durant el segle xvii, mentre que Anglaterra ho va fer durant el segle xix amb l'expansió de la Revolució Industrial.
Les diferents operacions que antigament feien un conjunt de màquines, s'han actualitzat. Les fibres passen d'una fase a una altra arrossegades per corrents d'aire. Es netegen, s'espongen i es barregen adequadament. A continuació es carden i es fan les madeixes, que serveixen per alimentar les filadores segons la qualitat i la varietat del fil que es vol obtenir. El procés es porta a terme sense intervenció humana. Un operari es limita a controlar les diferents fases amb procediments electrònics i informàtics. La Xina i l'Índia són els països amb més producció de fil de cotó.

## Fibra tèxtil
Les fibres tèxtils són materials compostos de filaments i susceptibles de ser usats per a formar fils o teles, bé sigui mitjançant teixit o mitjançant altres processos físics o químics.
Les fibres estan compostes per polímers d'alt pes molecular, en què la forma de la molècula és allargada.
Les fibres tèxtils es divideixen en tres tipus:
- Les d'origen natural (vegetal, animal i mineral)
- Les artificials (viscosa)
- Les sintètiques (polièsters)

### Origen natural
Origen animal: Generalment proteiques, es diferencien principalment de les fibres vegetals perquè la seva substància fonamental i característica és l'albúmina.
- Llana: Ovella merina, corriedale, lincoln, romey marsh.
- Pèls: Cabra, camèlids, angora.
- Seda: Bombyx mori, tussah.

Origen vegetal: generalment cel·lulòsiques. Són monocel·lulars, o es componen de feixos de cèl·lules (lli, cànem, jute).
- Fruit: Cotó, coco, kapoc.
- Tija: Lli, jute, cànem, rami.
- Full: Sisal, formio, abacà, fibra d'espart.
- Arrel: Agave tequilana.
- Minerals, generalment inorgàniques: Amiant, asbest, fibra de vidre, fibra ceràmica.

### Origen artificial
S'utilitza per a la seva creació un component natural (cel·lulosa).
Proteiques: caseïna, lanital.
Cel·lulòsiques: raió, viscosa i tencel, raió acetat, raió cuproamoni, raió nitrocel·lulosa, raió triacetat.
Minerals: Fibra de vidre, Fil metàl·lic.

## Origen sintètic
Utilitzen elements completament químics.
- Monocomponents: poliamida, polièster, poliacrílic, fibres modacríliques, fibres olefines, fibres Spandex, fibres aramídiques.
- Bicomponent: polièster, fibres acríliques, fibres olefines, fibres poliamídiques.
- Microfibres: fibres poliamídiques, polièster, fibres acríliques.

## Composició química
- Inorgàniques: Asbest, fibra de vidre, fils metàl·lics.
- Orgàniques
  - Cel·lulòsiques: Cotó, lli, viscosa.
  - Proteiques: Llana, seda, raió.
  - Parafíniques: Niló, polièster, polipropilè.

## Procés tèxtil
Amb els flocs de llana nets s'inicia el procés d'obtenció del fil. Com aquest procés és més difícil s'endarrerí respecte al tissatge. Aconseguir un fil de qualitat, resistent, i apte per als telers no és una tasca fàcil.
Després de la neteja, la llana queda encongida, i cal esponjar-la per començar correctament la filatura.
El procés varia en funció de la llargària de la fibra. Per a les fibres curtes s'aplica la filatura de carda o assortiment, amb un fil voluminós i pelut per a confeccionar teixits rústics i gruixuts. Per a les fibres llargues s'aplica un procés molt més llarg i complex anomenat filatura d'estam o de llana pentinada. Amb aquest procés s'eliminen les fibres curtes de forma que el fil que s'obtindrà sigui prim i molt resistent.

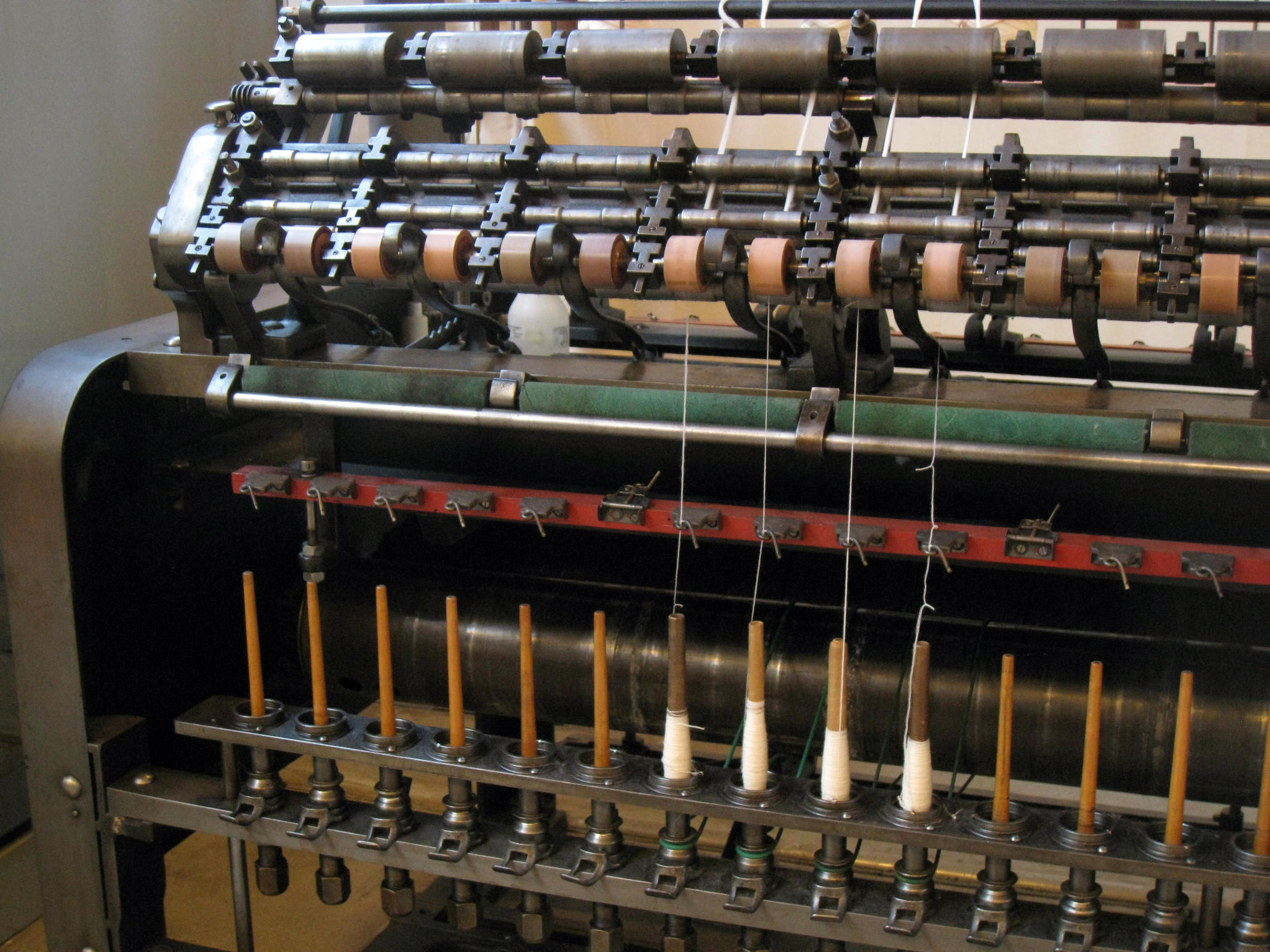
màquina contínua de filar, mNACTEC

En els dos tipus de filatura s'acaba obtenint una metxa o cinta que ha de passar per un procés d'estirament i torçat per obtenir un fil resistent. Aquesta operació es va mecanitzar inicialment amb la selfactina que finalment va ser substituïda per una màquina molt més eficient i flexible, la contínua de filar.